# ميرتيلا مينر

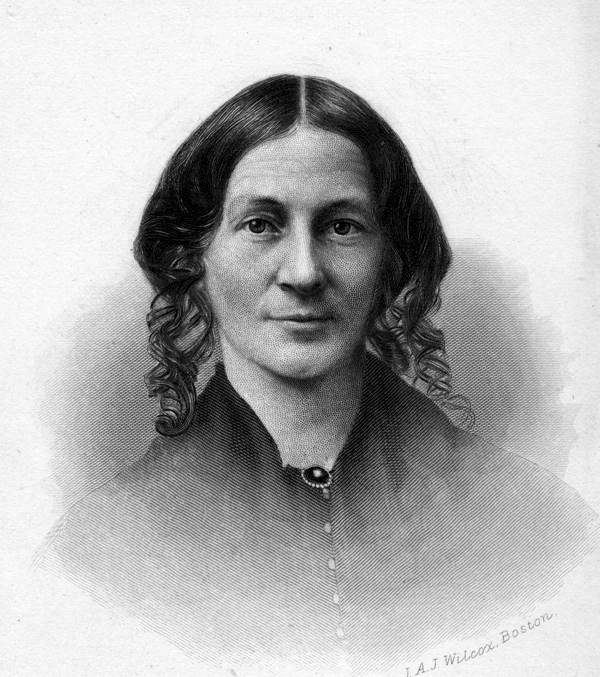
ميرتيلا مينر,
بواسطة ج. أ. ج. ويلكوكس

ميرتيلا مينر (4 مارس 1815، بالقرب من بروكفيلد، نيويورك (17 ديسمبر 1864 واشنطن) عملت كمعلمة ومطالبة لإلغاء عقوبة الإعدام، أنشات مدرستها للفتيات الأمريكيات الأفريقيات، والتي أنشئت ضد معارضة عنصرية كبيرة، لتصبح الجامعة العامة الوحيدة في واشنطن العاصمة.

## السيرة الذاتية
تلقت مينر تعليمها في مدرسة كلوفر ستريت في روتشستر نيويورك ودرست في مدارس مختلفة، بما في ذلك معهد نيوتن للإناث في 1846-1847 في وايتسفيل ميسيسيبي حيث مُنعت من الإذن بإنشاء فصول للفتيات الأمريكيات من أصل أفريقي.
في عام 1851، افتتحت مينر المدرسة العادية للفتيات الملونات في واشنطن العاصمة، وقد تم ذلك في وقت كانت فيه العبودية لا تزال قانونية في الولايات المتحدة. وفي غضون شهرين، زاد الالتحاق من 6 إلى 40 عامًا، وعلى الرغم من العداء من جانب جزء من المجتمع، ازدهرت المدرسة. استمرت المساهمات من الكويكرز في الوصول، وقدمت هارييت بيتشر ستو 1000 دولار من عائدات كوخ العم توم. أُجبرت المدرسة على الانتقال ثلاث مرات في أول عامين، ولكن في عام 1854 استقرت على قطعة أرض مساحتها 3 فدان (1.2 هكتار) مع منزل وحظيرة على حافة المدينة.
في عام 1856، أصبحت المدرسة تحت رعاية مجلس أمناء، من بينهم هنري وارد بيتشر وجونز هوبكنز. على الرغم من أن المدرسة قدمت تعليمًا ابتدائيًا ودروسًا في المهارات المنزلية، إلا أن تركيزها منذ البداية كان على تدريب النساء السود ليصبحن معلمات 
تم إغلاق مدرسة مينر أثناء الحرب الأهلية. أعيد فتح المدرسة في النهاية ودمجها مع مؤسسات محلية أخرى لتصبح جامعة مقاطعة كولومبيا.
قامت مينر بتوجيه المدرسة خلال سنواتها الأولى المثمرة ولكن كان عليها تقليل ارتباطها بسبب تدهور الصحة. في عام 1857، تولت إميلي هاولاند قيادة المدرسة وفي عام 1861 ذهبت مينر إلى كاليفورنيا في محاولة لاستعادة صحتها. أنتهت حياتها في حادث عربة في عام 1864وأنتهى معه هذا الأمل وتوفيت مينر بعد وقت قصير من عودتها إلى واشنطن العاصمة، ودُفنت في أوك هيلفجورج تاون، واشنطن 
تم تسمية مدرسة مينر الابتدائية في واشنطن العاصمة على شرفها.